# Championnat du Maroc de football 2000-2001
Navigation
Botola
1999-2000 Botola
2001-2002
Le Championnat du Maroc de football 2000-2001 est la 85e édition du championnat du Maroc de football. Elle voit la victoire du Raja CA pour la sixième année consécutive.

## Compétition

### Classement
| Rang | Équipe                          | Pts | J  | G  | N  | P  | Bp | Bc | Diff |
| ---- | ------------------------------- | --- | -- | -- | -- | -- | -- | -- | ---- |
| 1    | Raja CA T                       | 64  | 30 | 19 | 7  | 4  | 33 | 14 | +19  |
| 2    | FUS de Rabat                    | 55  | 30 | 16 | 7  | 7  | 33 | 18 | +15  |
| 3    | Maghreb de Fès                  | 48  | 30 | 13 | 9  | 8  | 33 | 22 | +11  |
| 4    | Renaissance de Settat           | 48  | 30 | 11 | 15 | 4  | 27 | 20 | +7   |
| 5    | Wydad AC V CdT -1               | 43  | 30 | 9  | 17 | 4  | 37 | 22 | +15  |
| 6    | Olympique Club de Khouribga     | 42  | 30 | 9  | 15 | 6  | 25 | 19 | +6   |
| 7    | Kawkab de Marrakech             | 40  | 30 | 8  | 17 | 5  | 24 | 21 | +3   |
| 8    | FAR de Rabat                    | 37  | 30 | 8  | 13 | 9  | 25 | 35 | -10  |
| 9    | Ittihad Zemmouri de Khémisset P | 35  | 30 | 8  | 11 | 11 | 24 | 31 | -7   |
| 10   | Tihad Sportif Club              | 33  | 30 | 8  | 9  | 13 | 26 | 39 | -13  |
| 11   | CODM de Meknès                  | 32  | 30 | 7  | 11 | 12 | 21 | 25 | -4   |
| 12   | Hassania d'Agadir               | 31  | 30 | 7  | 10 | 13 | 21 | 29 | -8   |
| 13   | Raja de Beni Mellal             | 30  | 30 | 5  | 15 | 10 | 27 | 32 | -5   |
| 14   | Jeunesse sportive El Massira    | 30  | 30 | 6  | 12 | 12 | 27 | 33 | -6   |
| 15   | Chabab Mohammédia ↓             | 30  | 30 | 6  | 12 | 12 | 21 | 30 | -9   |
| 16   | Racing de Casablanca P ↓        | 26  | 30 | 4  | 14 | 12 | 13 | 23 | -10  |

- Qualifié pour la Ligue des champions de la CAF 2002
- Qualifié pour la Coupe d'Afrique des vainqueurs de coupe 2002
- Qualifié pour la Coupe de la CAF 2002
- Tournoi du Prince Faysal bin Fahad 2001-2002
- Relégué en Botola 2 2001-2002

Abréviations
T : Tenant du titre

V : Vice-champion 1999-2000

CdT : Vainqueur de la Coupe du Trône 2000-2001

P : Promus du Championnat du Maroc de football D2

## Statistiques
- Meilleure attaque : 33 buts pour, Raja de Casablanca et Maghreb de Fès
- Meilleure défense : 12 buts contre, Raja de Casablanca
- Plus larges scores de la saison :
  - MAS (7-1) IZK, le 3 juin 2001, 29e journée
  - KAC (3-5) JSM, le 6 mai 2001, 27e journée
  - FUS (5-1) TAS, le 18 mars 2001, 23e journée
  - TSR (4-1) JSM, le 7 octobre 2000, 3e journée
  - OCK (2-4) CODM, le 31 décembre 2000, 14e journée
  - WAC (4-0) CODM, le 20 janvier 2001, 16e journée
  - FUS (4-0) FAR, le 7 octobre 2000, 3e journée
  - RCA (4-0) FUS, le 11 mars 2001, 22e journée

## Bilan de la saison
| Championnat du Maroc de football 2000-2001                        |                      |
| Champion                                                          | Raja CA (7e titre)   |
| Coupes et trophées                                                |                      |
| Vainqueur de la Coupe du Trône 2001                               | Wydad AC             |
| Vainqueur de la Supercoupe du Maroc 2001                          | Wydad AC             |
| Qualifications continentales                                      |                      |
| Ligue des champions de la CAF 2002                                | Raja CA V            |
| Coupe d'Afrique des vainqueurs de coupe 2002                      | Wydad AC C           |
| Coupe de la CAF 2002                                              | FUS de Rabat         |
| Promotions et relégations                                         |                      |
| Promus en Championnat du Maroc de football                        | IR Tanger            |
| Promus en Championnat du Maroc de football                        | Stade marocain       |
| Relégués en Championnat du Maroc de football de deuxième division | Chabab Mohammédia    |
| Relégués en Championnat du Maroc de football de deuxième division | Racing de Casablanca |